# Zygothrica somatia
Zygothrica somatia är en tvåvingeart som beskrevs av David Grimaldi 1987. Zygothrica somatia ingår i släktet Zygothrica och familjen daggflugor. Inga underarter finns listade i Catalogue of Life.